# زن سنگاپور
زن سنگاپور (انگلیسی: Singapore Woman) یک فیلم به کارگردانی ژان نگولسکو است که در سال ۱۹۴۱ منتشر شد.

## بازیگران
- برندا مارشال در نقش Vicki Moore
- دیوید بروس در نقش David Ritchie
- ویرجینیا فیلد در نقش Claire Weston
- جروم کوان در نقش Jim North
- رز هوبارت در نقش Alice North
- کانی لیون در نقش Suwa